# Унти

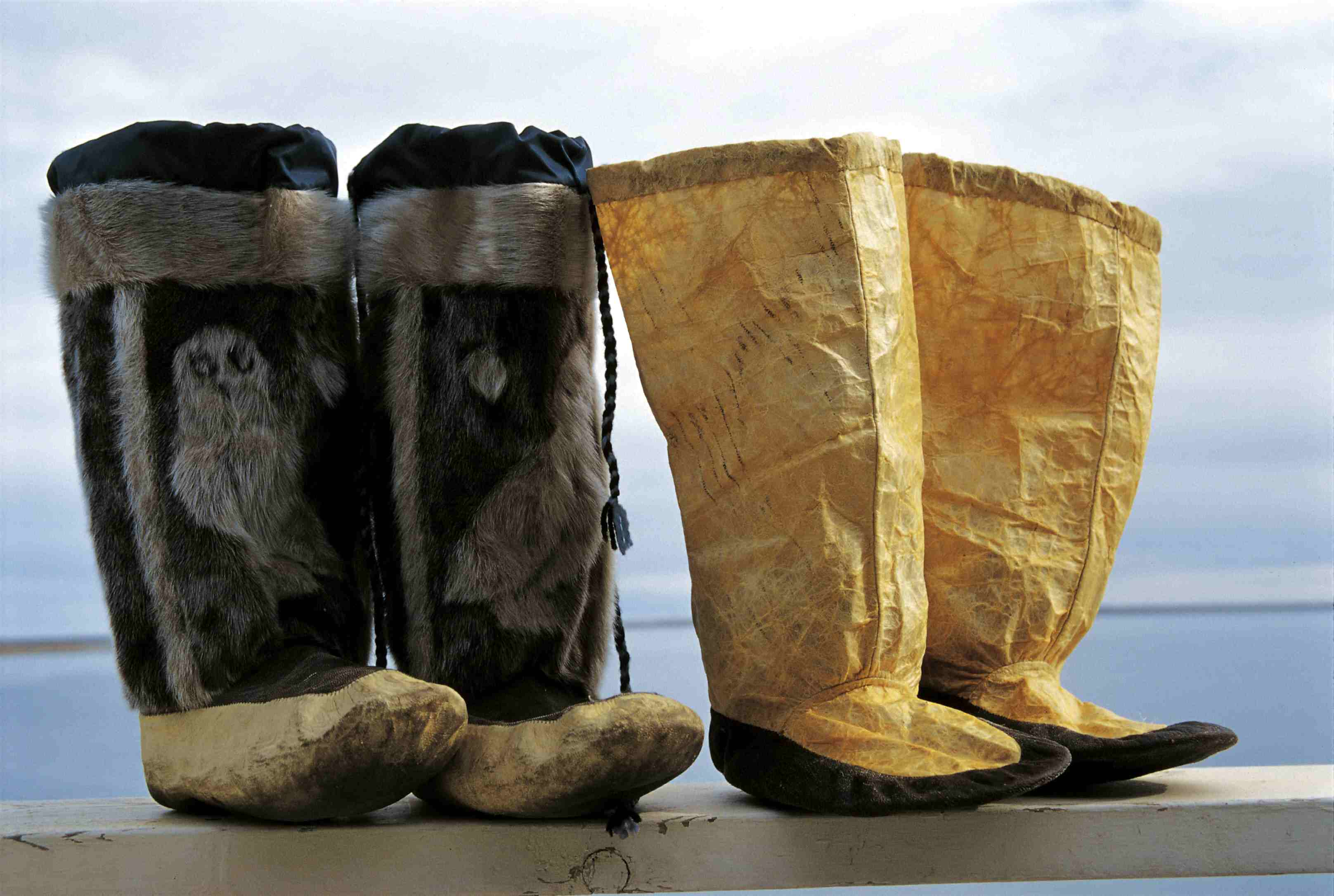

У́нти (род. відм. унт і унтів, однина унт і у́нта) — різновид чобіт для холодного і дуже холодного клімату. Унти вважаються одним з найтепліших видів взуття.
Слово «унти» має сибірське походження: через посередництво рос. унты воно походить від евенкійського унта — «чобіт». В українській мові це слово може бути як чоловічого (унт), так і жіночого роду (унта). У нанайців, удегейців щодо унтів вживається назва «торбаза».
В одному варіанті робляться на гумовій або шкіряній підошві, утеплення з собачої (ступня) і овечої (халява) вовни, зовні — кирза.
Другий варіант — хутро всередині/хутро назовні, найчастіше собаче або оленяче, підошва з товстого шару повсті.
У народів Крайньої Півночі використовується як повсякденне зимове взуття.
Класичні унти виготовлялися зі шкури оленя і прикрашалися шматочками песцевих або заячих шкурок. Унтами також іноді називають валянки.

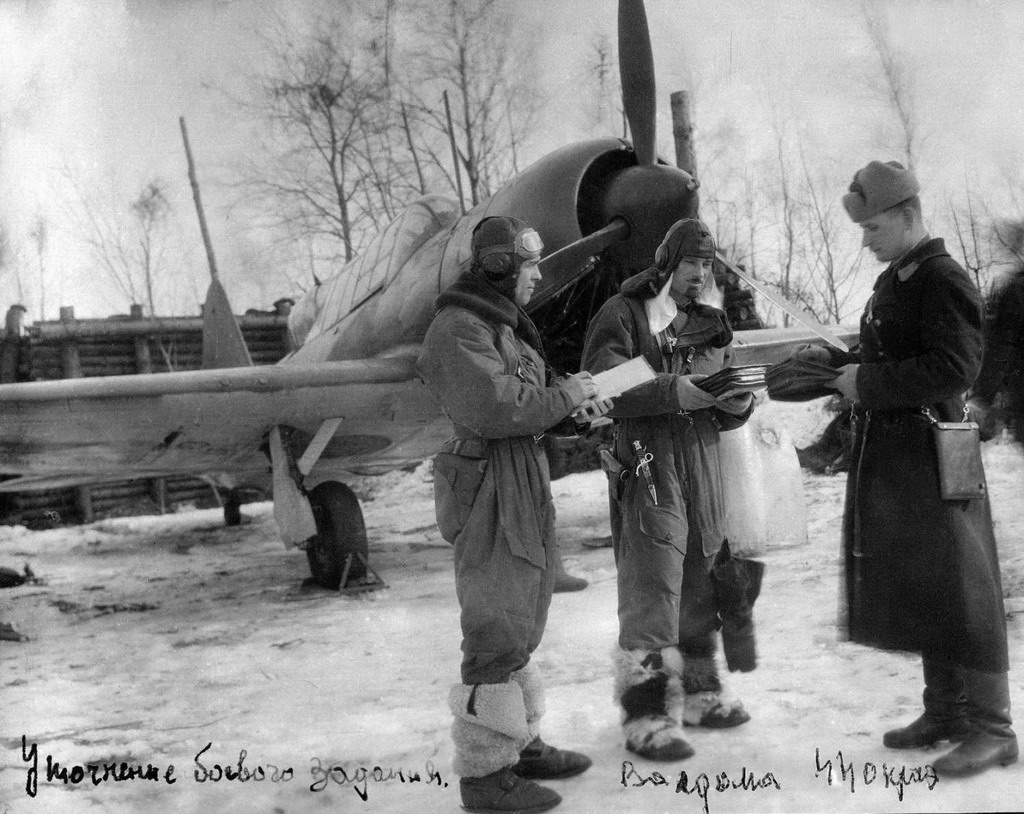
Радянські льотчики в період німецько-радянської війни (взуті в унти).
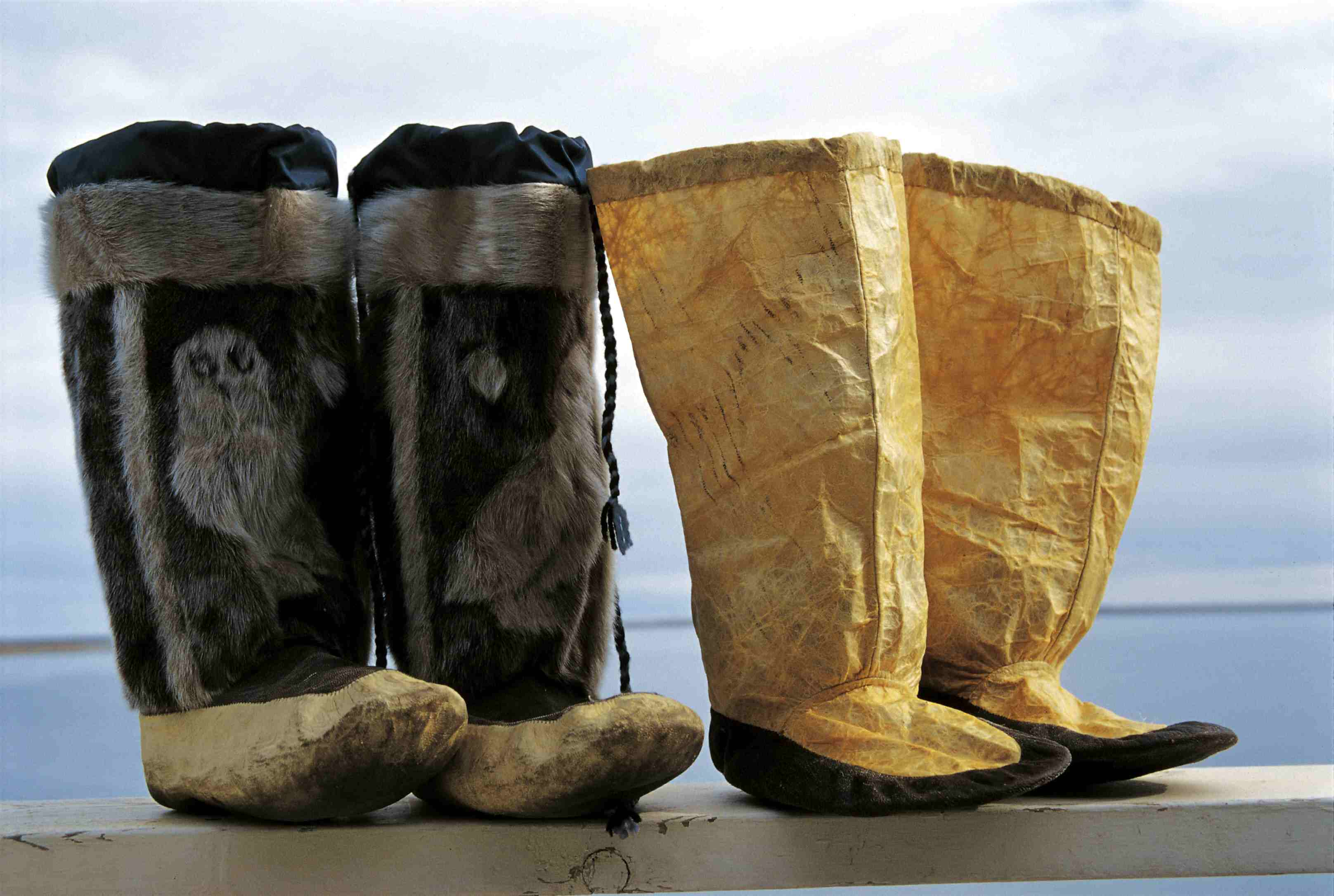
Унти народів Крайньої Півночі.
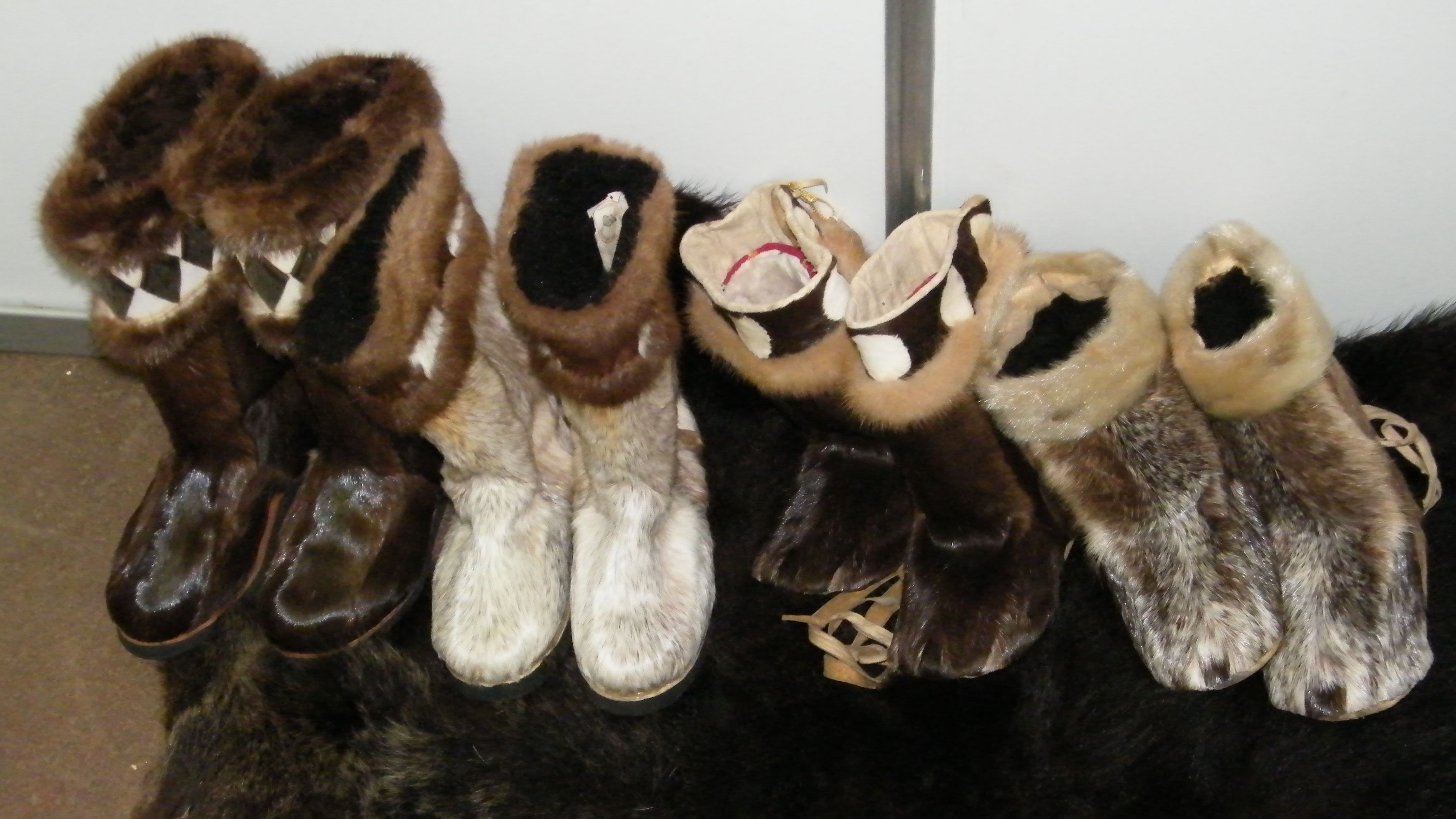
нанайські торбаза.